# Kowalewice
Kowalewice (deutsch Alt Kugelwitz) ist ein Dorf in der polnischen Woiwodschaft Westpommern. Es gehört zur Landgemeinde Darłowo (Rügenwalde) im Powiat Sławieński (Schlawer Kreis).

## Geographische Lage

Kugelwitz, ostnordöstlich von Rügenwalde, nordnordwestlich von Schlawe und südlich an der Wipper, auf einer Eisenbahn- und Straßenkarte von 1893

Das Kirchdorf liegt in Hinterpommern, etwa neun Kilometer ostnordöstlich von Darłowo (Rügenwalde) am Südufer der Wipper (poln. Wieprza).
Nachbargemarkungen sind im Westen Krupy (Grupenhagen), im Norden Kowalewiczki (Neu Kugelwitz), im Osten Stary Kraków (Alt Krakow) und im Süden ein Forstgebiet, das vor 1945 als Alt Krakower Staatsforst bezeichnet wurde.
Im Norden bildet die Wipper die natürliche Gemarkungsgrenze. Mit ihrem Wiesental bestimmt sie den Charakter des Dorfs. Das Gelände ist flachwellig in einer Höhenlage von etwa 20 Metern über dem Meeresspiegel; im Urstromtal der Wipper fällt es auf etwa acht Meter ab. Die höchste Erhebung befindet sich in der Nähe der Alt Krakower Grenze und beträgt ca. 28 Meter.

## Siedlungsstruktur
Alt Kugelwitz war eine Dorf- und Kirchgemeinde. Im Jahr 1818 hatte die Ansiedlung 289 Einwohner. Vor 1871 blieb die Anzahl der Einwohner unter 300, um dann bis 1939 zeitweilig auf über 400 anzusteigen. Es handelte sich um eine fast ausschließlich agrarische Dorfgemeinde, auch Arbeiter und Handwerker hatten landwirtschaftliche Flächen. Die Bauernhöfe waren zwischen 5 und 38 Hektar groß, Schweinemast und Milchwirtschaft bildeten die Haupteinnahmequellen.
Ein kleiner Bach, der von Süden in die Wipper fließt, teilte das Dorf in das westliche, niedriger gelegene Unterdorf, in dem sich die Poststelle und ein Gasthof befanden, und das östliche, höher gelegene Oberdorf mit Schule und Kirche.

## Geschichte
Die Ortsnamen Alt Kugelwitz und Neu Kugelwitz gehen auf die ehemalige Dorfgemeinde Kugelwitz zurück, die im 18. Jahrhundert eine Filialkirche, eine Unterförsterei und ein ritterfreies Vorwerk umfasste. Als das Vorwerk, eine Staatsdomäne, am Anfang des 19. Jahrhunderts im Rahmen der Stein-Hardenbergschen Agrarreformen parzelliert wurde, entstand auf der Gemarkung dadurch das eigenständige Nachbardorf Neu Kugelwitz mit dem Restgut. Einer Urkunde aus dem Jahr 1347 zufolge war diese Domäne, die ursprünglich ein Rittergut gewesen war, im Mittelalter Kugelwytze genannt worden. Im 18. Jahrhundert wurde die Domäne auch als Kugelfitz bezeichnet.
Vor der Agrarreform war die Ansiedlung Alt Kugelwitz als Klein Kugelwitz bezeichnet worden.
Im Mittelalter war die Domäne offenbar im Besitz der Familie von Sanitz gewesen; jedenfalls kauften Kartäusermönche vom Kloster Marienkron zwischen 1407 und 1495 der Familie von Sanitz Klein Kugelwitz ab. 1528 kommt es in den klostereigenen Waldungen von Klein Kugelwitz zu Übergriffen von Bauern aus dem herzoglichen Rügenwalder Amt. Nach der Auflösung des Klosters infolge der Reformation wird Klein Kugelwitz dem Rügenwalder Amt angegliedert. Anlässlich einer Visitation im Jahre 1561 legte der Rat der Stadt Rügenwalde Grenzstreitigkeiten bei, die auch zwischen Kugelwitz und „der Wüsteneye“ bestanden hatten.
Aus Inventarien des Rügenwalder Amts geht hervor, dass im Jahr 1648 der Schulze Jochim Schwarte dem Dorf Klein Kugelwitz vorstand, in dem 11 Bauern und zwei Landkossäten ansässig waren 1784 hatte das Dorf einen Freischulzen, 17 Bauern, drei Kossäten, drei Büdner, einen Schulhalter, dem das Schulhaus eigentümlich gehörte, einen Hirtenkaten und insgesamt 24 Feuerstellen (Haushalte). Bis zur Bauernbefreiung waren die Dorfbewohner auf dem Vorwerk Kugelwitz hand- und spanndienstpflichtig.
Die Gemarkung des Dorfs war durch die Wipper von Überschwemmungen bedroht. Während der vom 30. März bis 5. April 1888 andauernden Überschwemmung, die zwischen Rummelsburg und Rügenwalde ein 7000 ha großes Gebiet erfasste, war die Wipperbrücke bei Alt Kugelwitz fortgerissen worden.
Anfang der 1930er Jahre hatte die Landgemeinde Alt Kugelwitz eine Flächengröße von 5,7 km². Innerhalb der Gemeindegrenzen standen zusammen 70 bewohnte Wohnhäuser an zwei verschiedenen Wohnstätten:
1. Alt Kugelwitz
2. Renkenhagen

Um 1935 gab es in Alt Kugelwitz ein Gasthaus, ein Maurergeschäft, eine Schmiede und eine Tischlerei.
Im Jahr 1945 war Alt Kugelwitz eine Landgemeinde im Kreis Schlawe in der preußischen Provinz Pommern. Alt Kugelwitz war dem Amtsbezirk Järshagen zugeordnet. Das Standesamt befand sich in Järshagen.
Am 7. März 1945 wurde Alt Kugelwitz von der Roten Armee besetzt. Bald darauf zog in das Gutshaus von Neu Kugelwitz eine sowjetische Kommandantur ein. Nachdem kurz danach Hinterpommern von der Sowjetunion der Volksrepublik Polen zur Verwaltung überlassen worden war, begannen auch in Alt- und Neu Kugelwitz die Vertreibung der einheimischen Bevölkerung durch die polnische Administration und der Zuzug von polnischen und ukrainischen Zuwanderern, die aus Gebieten östlich der Curzon-Linie kamen. Die ersten Vertreibungen erfolgten im Dezember 1945, weitere am 17. August 1946. Die letzten Deutschen verließen am 10. Juni 1947 Alt Kugelwitz.

## Demographie
| Jahr | Einwohner | Anmerkungen                                                        |
| ---- | --------- | ------------------------------------------------------------------ |
| 1818 | 238       | Kirchdorf, ohne das königliche Vorwerk Kugelwitz mit 51 Einwohnern |
| 1852 | 382       | Dorf                                                               |
| 1864 | 286       | am 3. Dezember                                                     |
| 1867 | 287       | am 3. Dezember                                                     |
| 1871 | 286       | am 1. Dezember, sämtlich Evangelische                              |
| 1885 | 382       | am 1. Dezember, sämtlich Evangelische, in 61 Wohngebäuden          |
| 1890 | 390       | am 1. Dezember                                                     |
| 1910 | 391       | am 1. Dezember                                                     |
| 1925 | 401       | sämtlich Evangelische, nach anderen Angaben 402 Einwohner          |
| 1933 | 397       | [ 14 ]                                                             |
| 1939 | 375       | [ 14 ]                                                             |

## Kirche

### Dorfkirche

Architektonische Skizzen der 1880 fertiggestellten evangelischen Dorfkirche

Die frühere einfache Fachwerkkirche in Alt Kugelwitz, die der evangelischen Gemeinde als Gotteshaus gedient hatte, war im letzten Viertel des 19. Jahrhunderts abgerissen und durch einen schlichten einschiffigen Backsteinbau ersetzt worden, der 1880 fertiggestellt war. Von der alten Ausstattung waren nur ein Taufbecken aus Messing mit einer Widmung von 1676 und eine 1724 hergestellte Zinnkanne erhalten; eine der beiden vorhandenen Glocken war ohne Inschrift und stammte möglicherweise aus dem Mittelalter, die andere Glocke war 1749 durch Blitzschlag beschädigt und 1752 durch Johann Andreas Meyer in Kolberg umgegossen worden.
Die neue kleine evangelische Dorfkirche zu Alt Kugelwitz war mit 360 Sitzplätzen für Erwachsene und 90 Kinderplätzen ausgelegt worden (Bauausführung des Preußischen Staats, Berlin). Das Untergeschoss des Turms dient als Vorhalle. Letztere ist unten zu beiden Seiten von niedrigen Treppenhäusern flankiert, die zu den Emporen führen. Die Emporen waren eingeplant worden, um Raum zu sparen. Der plattgeschlossene Chor ist mit einem Sterngewölbe, das Kirchenschiff mit einer Holzdecke überdeckt. Vor dem Chor ist der Taufstein aufgestellt, die Kanzel rechts; zu beiden Seiten des Chors befinden sich die Sakristeien.

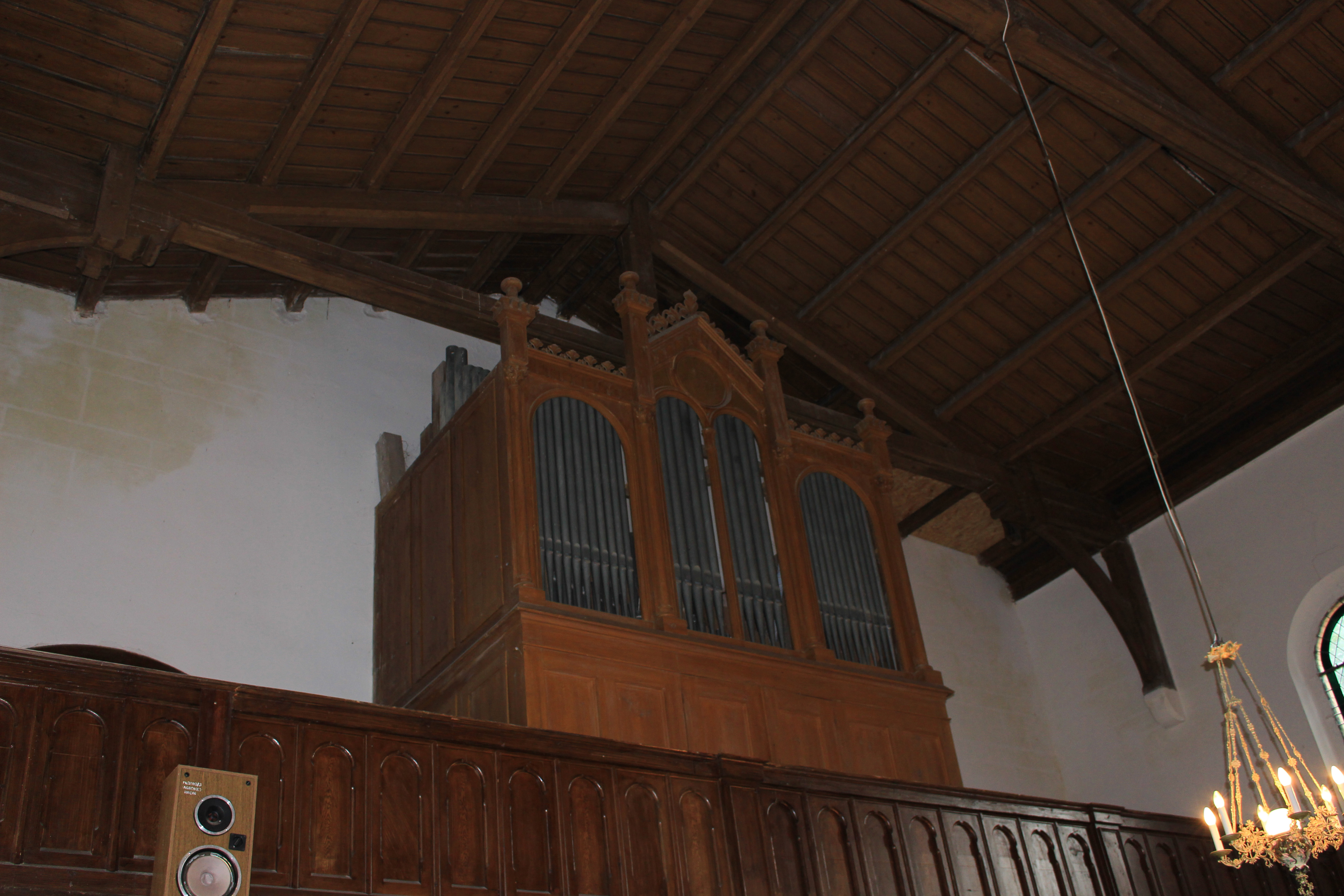
Orgel der ehemaligen evangelischen Dorfkirche Alt Kugelwitz (Aufnahme 2016)

Die Kirche ist mit einer Orgel des Orgelbaumeisters Christian Friedrich Voelkner (1831–1905) ausgestattet.
Nach 1945 wurde das Kirchengebäude zugunsten der Römisch-katholischen Kirche in Polen zwangsenteignet.

### Kirchspiel bis 1945
Alt Kugelwitz hatte vor 1945 mit seltenen zeitlichen Ausnahmen nur evangelische Einwohner. Die evangelischen Bewohner der Gemeinde Alt Kugelwitz gehörten zum Kirchspiel Alt Järshagen. Der Bestand an Kirchenbüchern reichte bis 1810 zurück.
Das katholische Kirchspiel war in Schlawe i. Pom.

### Kirchspiel seit 1946
Von den seit 1945 und Vertreibung der Einheimischen hier lebenden katholischen Polen wurde die beschlagnahmte Dorfkirche nach 1945 auf den Namen „Kirche Herz Jesu“ umgeweiht. Die heute anwesende polnische Dorfbevölkerung ist größtenteils römisch-katholischer Konfession.
Die wenigen evangelischen Einwohner sind heute dem Pfarramt in Koszalin (Köslin) in der Diözese Pommern-Großpolen der Evangelisch-Augsburgischen Kirche in Polen zugeordnet.

## Verkehr
Zu erreichen ist der Ort über eine Verbindungsstraße zwischen den Landstraßen 203 und 205, die von Rügenwalde aus nach Ustka (Stolpmünde) bzw. nach Sławno (Schlawe) führen.
Die nächste Bahnstation befindet sich in Nowy Jarosław (Neu Järshagen).